# Carolina Hidalgo Herrera
Carolina Hidalgo Herrera (San José, 15 de octubre de 1982) es una abogada y política costarricense, diputada por el sexto lugar de la provincia de Alajuela, en la Asamblea Legislativa de Costa Rica, por el Partido Acción Ciudadana (PAC) para el periodo legislativo 2018-2022. Entre mayo de 2018 y 2019, Hidalgo asumió la presidencia de la Asamblea Legislativa, convirtiéndose en la tercera mujer en la historia de Costa Rica en ocupar este puesto, solo después de Rina Contreras López, en el año 2000, y Rosmery Karspinsky Dodero, en 1986.
En abril de 2021, Hidalgo anunció su precandidatura a la presidencia de Costa Rica, por el Partido Acción Ciudadana, para las elecciones presidenciales de 2022.

## Biografía

### Formación y primeros años
Nació en el distrito metropolitano de Carmen, en el cantón central de San José, el 15 de octubre de 1982. Cursó la educación primaria en la Escuela Alberto Manuel Brenes Mora, en el cantón alajuelense de San Ramón, y la educación secundaria en el Colegio Patriarca San José, también en San Ramón. Seguidamente, ingresa a la Universidad de Costa Rica (UCR), en su sede de occidente, donde se gradúa como licenciada en Derecho, en el 2007. Tiempo después, en el 2010, Hidalgo obtiene una maestría en Ordenamiento Territorial y Desarrollo Local en la Universidad de Sevilla, en España. Previamente, en 2005, había obtenido una certificación como mediadora por parte del Ministerio de Justicia y Paz.

### Carrera política
Entre 2007 y 2008, Hidalgo se desempeñó como especialista en investigación, capacitación e instrucción en la resolución alterna de conflictos en la problemática de la tenencia de la tierra en las Áreas Bajo Regímenes Especiales de Costa Rica de FUNPADEM, y entre 2008 y 2009 laboró como investigadora de la Oficina Interinstitucional Componente II del Programa de Ordenamiento y Regularización del Registro y Catastro Nacional de Costa Rica (Proyecto BID-Catastro). 
Entre 2010 y 2014, fungió como asesora de la fracción legislativa del Partido Acción Ciudadana (PAC), para luego incorporarse como directora de resolución alterna de conflictos en el Ministerio de Justicia y Paz durante la administración del presidente Luis Guillermo Solís. Entre 2011 y 2013 se desempeñó como miembro de la Comisión de Reglamentos de su partido.
En septiembre de 2017, fue elegida candidata a diputada como cabeza de lista por la provincia de Alajuela para las elecciones de 2018, elección en la cual ganaría su partido con el candidato Carlos Alvarado Quesada, así como ella. El 1 de mayo de 2018, Hidalgo fue elegida como presidenta de la Asamblea Legislativa de Costa Rica para el periodo 2018-2019, siendo la primera mujer en 16 años en ocupar el puesto y la primera persona joven (menor de 36 años). Dentro de la Asamblea Legislativa, Hidalgo integró comisiones como Asuntos Jurídicos, Seguridad y Narcotráfico, y Turismo. En la actualidad, Hidalgo se desempeña también como vicepresidenta del Comité Ejecutivo Cantonal de Alajuela del Partido Acción Ciudadana.
En abril de 2021, Hidalgo anunció su precandidatura a la presidencia de Costa Rica, por el Partido Acción Ciudadana, para las elecciones presidenciales de 2022.